# (4273) Dunhuang
(4273) Dunhuang es un asteroide perteneciente al cinturón de asteroides, descubierto el 29 de octubre de 1978 por el equipo del Observatorio de la Montaña Púrpura desde el Observatorio de la Montaña Púrpura, Nankín (China).

## Designación y nombre
Designado provisionalmente como 1978 UU1. Fue nombrado Dunhuang en homenaje al municipio chino Dunhuang de la ciudad-prefectura de Jiuquan.